# Paracles paula
Paracles paula là một loài bướm đêm thuộc phân họ Arctiinae, họ Erebidae.